# Józef Karol Potocki
Józef Karol Potocki herbu Szeliga (ps. Marian Bohusz, Kresowiec, ur. 16 listopada 1854 w Prużanie, zaginął około 1 lipca 1898 w Warszawie) – polski ideolog polityczny o orientacji radykalno-niepodległościowej, poeta, tłumacz i publicysta. W latach 1887–1894 wydawca związanego z Ligą Polską pisma „Głos”, w 1897–1898 wydawca „Walki”.

## Życiorys
Urodził się w rodzinie inteligenckiej, wywodzącej się ze spauperyzowanej szlachty. Był synem Aleksandra (zm. 1871) i Kasyldy z Jabłońskich, bratem Antoniego, literata i krytyka, oraz Felicji, żony ideologa Narodowej Demokracji Jana Ludwika Popławskiego. Po konfiskacie majątku w 1863 jego ojciec pracował przy budowie kolei w Stołpcach. Potocki uczęszczał do gimnazjum w Mińsku, w ostatniej klasie naraził się nastawieniem patriotycznym ugodowemu prefektowi ks. Sęczykowskiemu. W latach 1876–1880 studiował na wydziale przyrodniczo-matematycznym na Uniwersytecie Warszawskim, gdzie należał do nielegalnych kółek studenckich. Po studiach pracował jako guwerner ucząc matematyki i fizyki, a także jako dziennikarz w „Przeglądzie Tygodniowym”, „Nowinach”, „Kraju”, „Tygodniku Ilustrowanym” i „Kurierze Warszawskim”, w latach 1882–1884 był redaktorem przeglądu wydarzeń krajowych w „Prawdzie”, wydawanej przez Aleksandra Świętochowskiego.
W październiku 1886 założył z Popławskim tygodnik polityczny „Głos”, zbliżony ideowo do narodników rosyjskich, który wykupił w marcu 1887 i redagował od lipca 1887 do aresztowania w 1894. Przystąpił do Ligi Polskiej poprzez jej krajową ekspozyturę „Łączność” w 1887 roku. Nie przystąpił do utworzonej w 1893 Ligi Narodowej. W jednym z ostatnich artykułów dla „Głosu” skrytykował narastające tendencje do „zoologii narodowej”.  Reprezentował poglądy antyklerykalne.
W kwietniu 1894 został po manifestacji patriotycznej zwanej kilińszczyzną uwięziony przez władze rosyjskie w Cytadeli Warszawskiej, następnie umieszczony w szpitalu psychiatrycznym w Tworkach po próbie samobójstwa poprzez podcięcie sobie gardła, stamtąd przeniesiony do Nałęczowa i w kwietniu 1896 zesłany do Mikołajowa. Wrócił do Warszawy po amnestii we wrześniu 1897. „Głos” był od czasu jego aresztowania w rękach wcześniejszego sekretarza redakcji Zygmunta Wasilewskiego. Potocki rzucił wówczas wyzwanie grupie Romana Dmowskiego wewnątrz środowiska „patriotów” wywodzącego się z Ligi Polskiej, zakładając pismo „Walka”, na łamach którego sprzeciwiał się tendencjom ugodowym i usiłował zjednoczyć socjalistów i narodowców pod szyldem radykalno-niepodległościowym dla „walki Polski ludowej z Rosyą carską”. W środowisku PPS inicjatywa „Walki” spotkała się z krytyczną oceną Jana Strożeckiego, natomiast wspominał ją później pozytywnie Michał Sokolnicki. Po powrocie z zesłania Potocki podupadł zdrowotnie i majątkowo, rozpadło się jego małżeństwo z posażną Olgą Miszlerówną, poprzez które próbował finansować swoją działalność. W maju 1898 wyszedł z mieszkania i zaginął, przypisywano mu samobójstwo. Po jego śmierci skupione wokół niego środowisko uległo marginalizacji.
W środowisku radykalnej inteligencji schyłku XIX w. Potocki był znany jako „Nauczyciel” przez wzgląd na swoją działalność ideowotwórczą. Jego sylwetkę utrwalił na kartach Ludzi bezdomnych Stefan Żeromski, którego pierwsze opowiadania i nowele ukazały się w „Głosie” – w pamiętniku Joasi Podborskiej pojawia się postać Mariana Bohusza.
Potocki był autorem poezji (m.in. wiersza Nowe hasło), artykułów publicystycznych oraz rozpraw socjologicznych (m.in. opublikowanego pośmiertnie zbioru Współzawodnictwo i współdziałanie), tłumaczem (przełożył m.in. Systemat filozofii syntetycznej i Zasady socjologii Herberta Spencera oraz wpisane przez Watykan na indeks ksiąg zakazanych Kształcenie woli francuskiego pedagoga świeckiego Julesa Payota). Publikował m.in. na łamach „Tygodnika Powszechnego”, „Wędrowca” i „Prawdy”.
Pseudonim literacki Potockiego upamiętniał zmarłą na zesłaniu narzeczoną Marię Bohuszewiczównę (1865–1887), od 1885 przewodniczącą Komitetu Centralnego Socjalno-Rewolucyjnej Partii „Proletariat” .